# Пятнистый летучий скат
Пятнистый летучий скат (лат. Aetomylaeus maculatus) — вид хрящевых рыб семейства орляковых скатов отряда хвостоколообразных надотряда скатов. Они обитают в тропических водах водах Индийского и северо-западной и западной части Тихого океана. Встречаются на глубине до 60 м. Максимальная зарегистрированная длина 200 см. Грудные плавники этих скатов срастаются с головой, образуя ромбовидный диск, ширина которого превосходит длину. Характерная форма плоского рыла напоминает утиный нос. Тонкий хвост намного длиннее диска. Шипы на хвосте отсутствуют. Окраска дорсальной поверхности диска серого цвета со светлыми пятнышками неправильной формы, выстроенными в поперечные ряды.
Подобно прочим хвостоколообразным пятнистые летучие скаты размножаются яйцеживорождением.  Эмбрионы развиваются в утробе матери, питаясь желтком и гистотрофом. Не являются объектом целевого промысла, но в попадаются качестве прилова. Мясо используют в пищу. 

## Таксономия и филогенез
Впервые вид был научно описан в 1834 году. Видовой эпитет происходит от слова лат. maculata — «пятно»
. Некоторые авторы считают пятнистого летучего ската и Aetomylaeus milvus синонимами. 

## Ареал и места обитания
Пятнистые летучие скаты обитают в прибрежных водах восточной части Индийского океана и в северо-западной и западной части Тихого океана у берегов Китая, Индии, Малайзии, Сингапура, Шри-Ланки, Тайваня и Таиланда. Эти скаты встречаются на внешней части континентального шельфа на глубине до 60 м. Предпочитают мягкое дно.

## Описание
Грудные плавники этих скатов срастаются с головой, образуя ромбовидный плоский диск, ширина которого превышает длину, края плавников имеют форму заострённых («крыльев»). Характерная форма треугольного плоского рыла, образованного сросшимися передними краями грудных плавников, напоминает утиный нос. Голова широкая и удлинённая. Кнутовидный хвост почти в 6 раз длиннее диска. Позади глаз расположены брызгальца. На вентральной поверхности диска имеются 5 пар жаберных щелей, рот и ноздри. Шипы на дорсальной поверхности хвоста отсутствуют. Окраска дорсальной поверхности диска сероватого или коричневого цвета со светлыми пятнышками, выстроенными в поперечные ряды. Вентральная поверхность диска белая.  Максимальная зарегистрированная длина 200 см.

## Биология
Подобно прочим хвостоколообразным пятнистые летучие скаты относятся к яйцеживородящим рыбам. Эмбрионы развиваются в утробе матери, питаясь желтком и гистотрофом. В помёте до 4 новорождённых. Самцы и самки достигают половой зрелости при ширине диска 71 см (самец с диском шириной 55 см был неполовозрелым). На пятнистых летучих скатах паразитируют моногенеи Empruthotrema dasyatidis и Myliocotyle borneoensis и разные виды цестод.

## Взаимодействие с человеком
Пятнистые летучие скаты не являются объектом целевого лова, но попадаются в качестве прилова при коммерческом промысле с помощью тралов, жаберных и трёхстенных сетей, который активно ведётся по всему ареалу. В Таиланде, Малайзии и на Тайване их мясо встречается в продаже, его употребляют в пищу. В Сиамском заливе, где ранее они были многочисленны, в последнее время встречаются крайне редко, вероятно, они полностью истреблены. Вид страдает от перелова и ухудшения условий среды обитания. Международный союз охраны природы присвоил этому виду статус сохранности «Вымирающий».